# Cistus hetieri
Cistus hetieri är en solvändeväxtart som beskrevs av Verguin. Cistus hetieri ingår i släktet Cistus och familjen solvändeväxter. Inga underarter finns listade i Catalogue of Life.